# Dwars door Vlaanderen 2004
La Dwars door Vlaanderen 2004, cinquantanovesima edizione della corsa, si svolse il 24 marzo su un percorso di 204 km, con partenza a Kortrijk ed arrivo a Waregem. Fu vinta dal belga Ludovic Capelle della squadra Landbouwkrediet-Colnago davanti all'estone Jaan Kirsipuu e al britannico Roger Hammond.

## Ordine d'arrivo (Top 10)
| Pos. | Corridore       | Squadra              | Tempo    |
| ---- | --------------- | -------------------- | -------- |
| 1    | Ludovic Capelle | Landbouwkrediet      | 5h02'30" |
| 2    | Jaan Kirsipuu   | AG2R Prévoyance      | a 18"    |
| 3    | Roger Hammond   | MrBookmaker-Palmans  | s.t.     |
| 4    | Dave Bruylandts | Chocolade Jacques    | s.t.     |
| 5    | Franck Pencolé  | Oktos-Saint Quentin  | s.t.     |
| 6    | Niko Eeckhout   | Lotto-Domo           | a 24"    |
| 7    | Servais Knaven  | Quick Step           | s.t.     |
| 8    | Jan Kuyckx      | Vlaanderen-T-Interim | a 1'08"  |
| 9    | Antonio Cruz    | US Postal Service    | s.t.     |
| 10   | Jeremy Hunt     | MrBookmaker-Palmans  | s.t.     |